# World Games 2025/Softball
Bei den World Games 2025 in Chengdu wurden vom 6. bis 17. August 2 Turniere im Softball ausgetragen. Austragungsort war die Xindu Better City Softball Arena.

## Bilanz

### Medaillenspiegel
| Platz  | Land               | Gold | Silber | Bronze | Gesamt |
| ------ | ------------------ | ---- | ------ | ------ | ------ |
| 1      | Vereinigte Staaten | 2    | –      | –      | 2      |
| 2      | Japan              | 1    | –      | 1      | 2      |
| 3      | Chinesisch Taipeh  | –    | 1      | –      | 1      |
| 4      | Kanada             | –    | –      | 1      | 1      |
| 4      | Venezuela          | –    | –      | 1      | 1      |
| Gesamt | Gesamt             | 3    | 1      | 3      | 7      |

### Medaillengewinner
| Disziplin | Gold | Gold | Silber | Bronze | Bronze |
| --------- | --- | --- | --- | --- | --- |
| Männer    | JapanKaito Masaki Ryuji Okawa Shota Onodera Koki Sato Yusuke Sakuraba Tei Hamamoto Fumiya Ueda Fuga Nagai Taiyo Kataoka Yusuke Morita Kanta Nishida Kazuya Toriyama Hiroki Ikeda Kotaro Yasumi Seii Kuroiwa                      | Vereinigte StaatenNicholas Mullins Marco Diaz Jonathan Lynch Tyler Johnson Yusef Davis Erick Ochoa Blaine Milheim Cody Gibbons Jeffrey Lewis Tyler Damon Bradley Kilpatrick Zachary Shaw Braden Ducharme Frank Kimlinger Brennan Ducharme | nicht vergeben | VenezuelaPedro Flores Alfredo Aguilar Luis Colombo Jean Flores Franklin Benitez Engelberth Herrera Eudomar Toyo Edruin Ramírez Kleiver Rodríguez Ángel Adames José Dorantes Rogelio Sequera Erwin Díaz Rafael Flores | KanadaJordan Hudson Nick White Kyle Ezekiel Derek Hyde Justin Schofield Jordan Pomeroy Blake Hunter Justin Laskowski Tyler Randerson Mitch McKay Max Major Shane Boland Sean Cleary Bradley Ezekiel Ty Sebastian   |
| Frauen    | Vereinigte StaatenSkylar Wallace Ally Carda Maya Brady Jayda Coleman Amanda Lorenz Rachel Garcia Janae Jefferson Tiare Jennings Megan Faraimo SJ Jaquish Kelly Maxwell Jessie Warren Dejah Mulipola Hannah Flippen Bubba Nickles | Vereinigte StaatenSkylar Wallace Ally Carda Maya Brady Jayda Coleman Amanda Lorenz Rachel Garcia Janae Jefferson Tiare Jennings Megan Faraimo SJ Jaquish Kelly Maxwell Jessie Warren Dejah Mulipola Hannah Flippen Bubba Nickles          | Chinesisch TaipehShen Chia-wen Ke Hsia-ai Li Szu-shih Ho Yi-fan Chen Ching-yu Su Yi-hsuan Chiang Ting-en Yeh Kuei-ping Yang An-chi Liu Hsuan Chen Chia-yi Chu Yi-shan Tu Ya-ting Lin Feng-chen Lin Chih-ying | JapanSakura Miwa Kanna Kudo Kyoko Ishikawa Yui Sakamoto Minori Naito Yuuki Kamata Ayana Karoji Yukari Hamamura Yukiko Ueno Natsumi Fujimori Urara Fujimoto Yume Kiriishi Haruka Agatsuma Hotaru Tsukamoto Miu Goto   | JapanSakura Miwa Kanna Kudo Kyoko Ishikawa Yui Sakamoto Minori Naito Yuuki Kamata Ayana Karoji Yukari Hamamura Yukiko Ueno Natsumi Fujimori Urara Fujimoto Yume Kiriishi Haruka Agatsuma Hotaru Tsukamoto Miu Goto |

## Spielplan Männer
Alle Zeitangaben nach Ortszeit (UTC+8).

### Vorrunde

#### Gruppe A
| Pl. | Nation      | Sp. | S | N | Runs  | Pct.  |
| --- | ----------- | --- | - | - | ----- | ----- |
| 1   | Japan       | 3   | 3 | 0 | 25:10 | 1,000 |
| 2   | Venezuela   | 3   | 2 | 1 | 17:13 | 0,667 |
| 3   | Argentinien | 3   | 1 | 2 | 14:10 | 0,333 |
| 4   | Tschechien  | 3   | 0 | 3 | 3:26  | 0,000 |

| Datum     | Zeit  | Begegnung   | Begegnung | Begegnung   | Ergebnis |
| 6. August | 13:00 | Argentinien | –         | Venezuela   | 2:3      |
| 7. August | 12:30 | Venezuela   | –         | Japan       | 3:10     |
| 7. August | 15:30 | Tschechien  | –         | Argentinien | 0:7      |
| 7. August | 18:00 | Tschechien  | –         | Japan       | 2:8      |
| 8. August | 10:00 | Venezuela   | –         | Tschechien  | 11:1     |
| 8. August | 13:00 | Japan       | –         | Argentinien | 7:5      |

#### Gruppe B
| Pl. | Nation             | Sp. | S | N | Runs  | Pct.  |
| --- | ------------------ | --- | - | - | ----- | ----- |
| 1   | Vereinigte Staaten | 3   | 3 | 0 | 35:8  | 1,000 |
| 2   | Kanada             | 3   | 2 | 1 | 23:16 | 0,667 |
| 3   | Singapur           | 3   | 1 | 2 | 20:33 | 0,333 |
| 4   | Australien         | 3   | 0 | 3 | 14:35 | 0,000 |

| Datum     | Zeit  | Begegnung          | Begegnung | Begegnung          | Ergebnis |
| 6. August | 13:00 | Singapur           | –         | Australien         | 10:9     |
| 7. August | 12:30 | Kanada             | –         | Australien         | 11:2     |
| 7. August | 15:00 | Vereinigte Staaten | –         | Singapur           | 15:2     |
| 7. August | 18:00 | Vereinigte Staaten | –         | Kanada             | 6:3      |
| 8. August | 10:00 | Singapur           | –         | Kanada             | 8:9      |
| 8. August | 13:00 | Australien         | –         | Vereinigte Staaten | 3:14     |

### Platzierungsrunde 5–8
|  | Halbfinale               | Halbfinale               | Halbfinale               |                            |                            | Spiel um Platz 5           | Spiel um Platz 5          | Spiel um Platz 5          |
|  |                          |                          |                          |                            |                            |                            |                           |                           |
|  | 9. August 2025, 9:00 Uhr |                          |                          |                            |                            |                            |                           |                           |
|  | A4                       | Tschechien               | 15                       |                            |                            | 9. August 2025, 15:00 Uhr  | 9. August 2025, 15:00 Uhr | 9. August 2025, 15:00 Uhr |
|  | B3                       | Singapur                 | 10                       |                            |                            | A4                         | Tschechien                | 0                         |
|  |                          |                          |                          |                            |                            | A3                         | Argentinien               | 3                         |
|  |                          |                          |                          |                            |                            |                            |                           |                           |
|  | 9. August 2025, 9:00 Uhr | 9. August 2025, 9:00 Uhr | 9. August 2025, 9:00 Uhr | Spiel um Platz 7           | Spiel um Platz 7           | Spiel um Platz 7           |                           |                           |
|  | B4                       | Australien               | 1                        | 11. August 2025, 15:00 Uhr | 11. August 2025, 15:00 Uhr | 11. August 2025, 15:00 Uhr |                           |                           |
|  | A3                       | Argentinien              | 12                       |                            |                            | B3                         | Singapur                  | 5                         |
|  |                          |                          |                          |                            |                            | B4                         | Australien                | 12                        |
|  |                          |                          |                          |                            |                            |                            |                           |                           |

### Finalrunde
|  | Halbfinale                | Halbfinale                | Halbfinale                |                                   |                            | Finale                            | Finale                     | Finale                     |
|  |                           |                           |                           |                                   |                            |                                   |                            |                            |
|  | 9. August 2025, 12:30 Uhr |                           |                           |                                   |                            |                                   |                            |                            |
|  | B2                        | Kanada                    | 1                         |                                   |                            | 10. August 2025, 13:00 Uhr        | 10. August 2025, 13:00 Uhr | 10. August 2025, 13:00 Uhr |
|  | A1                        | Japan                     | 6                         |                                   |                            | A1                                | Japan                      |                            |
|  |                           |                           |                           |                                   |                            | B1                                | Vereinigte Staaten         |                            |
|  |                           |                           |                           | Abgesagt aufgrund von Regenwetter |                            |                                   |                            |                            |
|  | 9. August 2025, 12:30 Uhr | 9. August 2025, 12:30 Uhr | 9. August 2025, 12:30 Uhr | Spiel um Bronze                   | Spiel um Bronze            | Spiel um Bronze                   |                            |                            |
|  | A2                        | Venezuela                 | 0                         | 10. August 2025, 10:00 Uhr        | 10. August 2025, 10:00 Uhr | 10. August 2025, 10:00 Uhr        |                            |                            |
|  | B1                        | Vereinigte Staaten        | 7                         |                                   |                            | B2                                | Kanada                     |                            |
|  |                           |                           |                           |                                   |                            | A2                                | Venezuela                  |                            |
|  |                           |                           |                           |                                   |                            | Abgesagt aufgrund von Regenwetter |                            |                            |

### Abschlussplatzierungen
| Rang | Nation             |
| ---- | ------------------ |
| 1    | Japan              |
| 1    | Vereinigte Staaten |
| 3    | Venezuela          |
| 3    | Kanada             |
| 5    | Argentinien        |
| 6    | Tschechien         |
| 7    | Australien         |
| 8    | Singapur           |

## Spielplan Frauen
Alle Zeitangaben nach Ortszeit (UTC+8).

### Vorrunde

#### Gruppe A
| Pl. | Nation             | Sp. | S | N | Runs | Pct.  |
| --- | ------------------ | --- | - | - | ---- | ----- |
| 1   | Vereinigte Staaten | 3   | 3 | 0 | 20:2 | 1,000 |
| 2   | Chinesisch Taipeh  | 3   | 2 | 1 | 10:5 | 0,667 |
| 3   | Niederlande        | 3   | 1 | 2 | 4:11 | 0,333 |
| 4   | China              | 3   | 0 | 3 | 3:19 | 0,000 |

| Datum      | Zeit  | Begegnung          | Begegnung | Begegnung          | Ergebnis |
| 13. August | 10:00 | Vereinigte Staaten | –         | Chinesisch Taipeh  | 4:0      |
| 13. August | 13:00 | China              | –         | Niederlande        | 1:3      |
| 14. August | 10:00 | Vereinigte Staaten | –         | Niederlande        | 8:1      |
| 14. August | 13:00 | Chinesisch Taipeh  | –         | China              | 8:1      |
| 15. August | 10:00 | Niederlande        | –         | Chinesisch Taipeh  | 0.2      |
| 15. August | 13:00 | China              | –         | Vereinigte Staaten | 1:8      |

#### Gruppe B
| Pl. | Nation      | Sp. | S | N | Runs  | Pct.  |
| --- | ----------- | --- | - | - | ----- | ----- |
| 1   | Kanada      | 3   | 3 | 0 | 22:10 | 1,000 |
| 2   | Japan       | 3   | 2 | 1 | 18:5  | 0,667 |
| 3   | Australien  | 3   | 1 | 2 | 12:20 | 0,333 |
| 4   | Puerto Rico | 3   | 0 | 3 | 10.27 | 0,000 |

| Datum      | Zeit  | Begegnung   | Begegnung | Begegnung   | Ergebnis |
| 13. August | 10:00 | Kanada      | –         | Puerto Rico | 11:9     |
| 13. August | 13:00 | Australien  | –         | Japan       | 3:10     |
| 14. August | 10:00 | Kanada      | –         | Australien  | 9:0      |
| 14. August | 13:00 | Puerto Rico | –         | Japan       | 0:7      |
| 15. August | 10:00 | Japan       | –         | Kanada      | 1:2      |
| 15. August | 13:00 | Australien  | –         | Puerto Rico | 9:1      |

### Platzierungsrunde 5–8
|  | Halbfinale                | Halbfinale                | Halbfinale                |                            |                            | Spiel um Platz 5           | Spiel um Platz 5           | Spiel um Platz 5           |
|  |                           |                           |                           |                            |                            |                            |                            |                            |
|  | 16. August 2025, 9:00 Uhr |                           |                           |                            |                            |                            |                            |                            |
|  | B3                        | Australien                | 4                         |                            |                            | 16. August 2025, 15:00 Uhr | 16. August 2025, 15:00 Uhr | 16. August 2025, 15:00 Uhr |
|  | A4                        | China                     | 3                         |                            |                            | B3                         | Australien                 |                            |
|  |                           |                           |                           |                            |                            | B4                         | Puerto Rico                |                            |
|  |                           |                           |                           | abgesagt                   |                            |                            |                            |                            |
|  | 16. August 2025, 9:00 Uhr | 16. August 2025, 9:00 Uhr | 16. August 2025, 9:00 Uhr | Spiel um Platz 7           | Spiel um Platz 7           | Spiel um Platz 7           |                            |                            |
|  | A3                        | Niederlande               | 1                         | 16. August 2025, 15:00 Uhr | 16. August 2025, 15:00 Uhr | 16. August 2025, 15:00 Uhr |                            |                            |
|  | B4                        | Puerto Rico               | 3                         |                            |                            | A4                         | China                      |                            |
|  |                           |                           |                           |                            |                            | A3                         | Niederlande                |                            |
|  |                           |                           |                           |                            |                            | abgesagt                   |                            |                            |

### Finalrunde
|  | Halbfinale                 | Halbfinale                 | Halbfinale                 |                           |                           | Finale                     | Finale                     | Finale                     |
|  |                            |                            |                            |                           |                           |                            |                            |                            |
|  | 17. August 2025, 10:30 Uhr |                            |                            |                           |                           |                            |                            |                            |
|  | A1                         | Vereinigte Staaten         | 7                          |                           |                           | 17. August 2025, 13:30 Uhr | 17. August 2025, 13:30 Uhr | 17. August 2025, 13:30 Uhr |
|  | B2                         | Japan                      | 6                          |                           |                           | A1                         | Vereinigte Staaten         | 5                          |
|  |                            |                            |                            |                           |                           | A2                         | Chinesisch Taipeh          | 0                          |
|  |                            |                            |                            |                           |                           |                            |                            |                            |
|  | 17. August 2025, 10:30 Uhr | 17. August 2025, 10:30 Uhr | 17. August 2025, 10:30 Uhr | Spiel um Bronze           | Spiel um Bronze           | Spiel um Bronze            |                            |                            |
|  | B1                         | Kanada                     | 4                          | 17. August 2025, 9:00 Uhr | 17. August 2025, 9:00 Uhr | 17. August 2025, 9:00 Uhr  |                            |                            |
|  | A2                         | Chinesisch Taipeh          | 6                          |                           |                           |                            | Japan                      | 11                         |
|  |                            |                            |                            |                           |                           | B1                         | Kanada                     | 1                          |
|  |                            |                            |                            |                           |                           |                            |                            |                            |

### Abschlussplatzierungen
| Rang | Nation             |
| ---- | ------------------ |
| 1    | Vereinigte Staaten |
| 2    | Chinesisch Taipeh  |
| 3    | Japan              |
| 4    | Kanada             |
| 5    | Australien         |
| 5    | China              |
| 5    | Niederlande        |
| 5    | Puerto Rico        |